# The Devil's Bath
Pour plus de détails, voir Fiche technique et Distribution.
The Devil's Bath (Des Teufels Bad) est un drame d'horreur austro-allemand écrit et réalisé par Veronika Franz et Severin Fiala, sorti en 2024.
Il est sélectionné en compétition à la Berlinale 2024. Sa première projection a lieu le 20 février 2024 au Berlinale Palast.

## Synopsis
En 1750, en Haute-Autriche, une jeune femme prénommée Agnes épouse un inconnu. Elle se sent isolée et seule dans son monde inconnu. Comme elle est très pieuse et émotive, elle s'isole de plus en plus de la vie et du travail rural. Elle ne voit aucune échappatoire à son tourment intérieur.

## Fiche technique
- Titre original : Des Teufels Bad
- Titre international et francophone : The Devil's Bath
- Réalisation et scénario : Veronika Franz et Severin Fiala
- Musique : Anja Plaschg
- Photographie : Martin Gschlacht
- Montage : Michael Palm
- Production : Georg Aschauer, Bettina Brokemper
- Sociétés de production : Ulrich Seidl Film Produktion GmbH, Heimfilm Gmbh
- Société de distribution : Filmladen (Autriche), Pan Distribution (France)
- Pays de production :  Autriche,  Allemagne
- Langue originale : allemand
- Format : couleur — 35 mm[3]
- Genre : drame d'horreur
- Durée : 121 minutes
- Dates de sortie :  
  - Allemagne : 20 février 2024 (Berlinale)
  - Suisse : 5 juillet 2024 (Festival international du film fantastique de Neuchâtel)
  - France : 2 octobre 2024 (sortie nationale)[4]

## Distribution
- Anja Plaschg : Agnes
- Maria Hofstätter : mère Gänglin
- David Scheid : Wolf
- Tim Valerian Alberti : Schaulustiger
- Natalya Baranova : Ewa Schikin
- Elias Schützenhofer : Michael

## Production

### Genèse et développement
Le film est produit par la société autrichienne Ulrich Seidl Film Production GmbH en coproduction avec la société allemande Heimatfilm. Filmladen est le distributeur en Autriche. La production a été financée par l'Institut autrichien du cinéma, le Vienna Film Fund, Film Location Austria (FISA) et le Land de Basse-Autriche, le German Film Fund, la Film and Media Foundation NRW et Eurimages. La Société autrichienne de radiodiffusion, la Société bavaroise de radiodiffusion et Arte ont soutenu le film,.
Le scénario du film est basé sur des documents historiques et une histoire réelle et peu connue de l'histoire européenne, et est le portrait profond d'une personne pleine d'espoir, désespérée, qui cherche et qui finit par s'enfuir de sa prison intérieure. Dans ses recherches historiques, l'historienne Kathy Stuart, chercheuse à l'Université de Californie à Davis, reconstitue la pratique du « suicide par procuration », un crime nouveau qui était courant aux XVIIe et XVIIIe siècles en Europe centrale germanophone et en Scandinavie. Les suicidaires craignant la damnation éternelle qu'impliquait le suicide direct, ils ont trouvé un détour. Ils commettent un crime passible de la peine capitale et se rendent immédiatement aux autorités, exigeant leur exécution. Les auteurs espéraient qu'après le repentir, la confession, l'eucharistie et une exécution publique encadrée par la religion, ils parviendraient au salut. Ces crimes étaient commis principalement par des femmes,. Le personnage d'Agnes est largement basé sur Eva Lizlfellnerin (vers 1736-1762), une paysanne de Haute-Autriche,.

### Tournage
Le film a été tourné pendant plus de quarante jours, du 1er novembre 2020 au 29 janvier 2022, à Litschau, en Basse-Autriche et en Rhénanie du Nord-Westphalie,. En janvier 2022, le dernier programme de tournage a eu lieu, entre autres, dans les ruines du château de Neuenberg, près du village de Scheel (de), dans la commune de Lindlar, dans l'arrondissement du Haut-Berg (Oberbergisches Land). Plus de 400 figurants et petits comédiens ont été employés pour une scène d'exécution en décembre 2021, adaptée au cadre historique de l'époque.

## Accueil

### Sortie
The Devil's Bath fait sa première mondiale le 20 février 2024, dans le cadre du 74e Festival international du film de Berlin, en compétition,.

### Accueil critique
En France, le site Allociné donne une moyenne de 3,4⁄5, d'après l'interprétation de 9 critiques de presse.

## Distinctions

### Récompense
- Berlinale 2024 : Ours d'argent de la meilleure contribution artistique pour Martin Gschlacht

### Sélection
- Berlinale 2024 : compétition officielle
- Festival international du film fantastique de Neuchâtel : compétition officielle internationale